# Kopalnia Podgórze

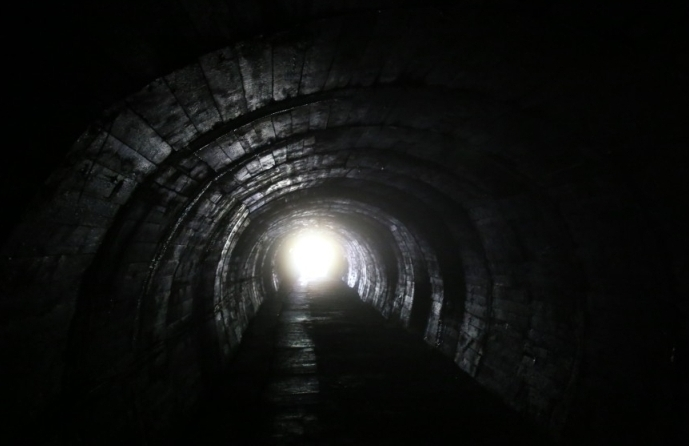
Początkowy odcinek sztolni 19a

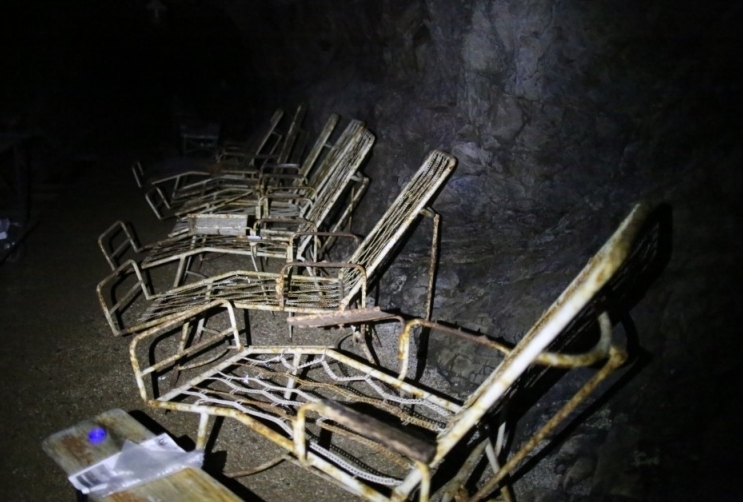
Leżaki stanowiące pozostałość po inhalatorium radonowym

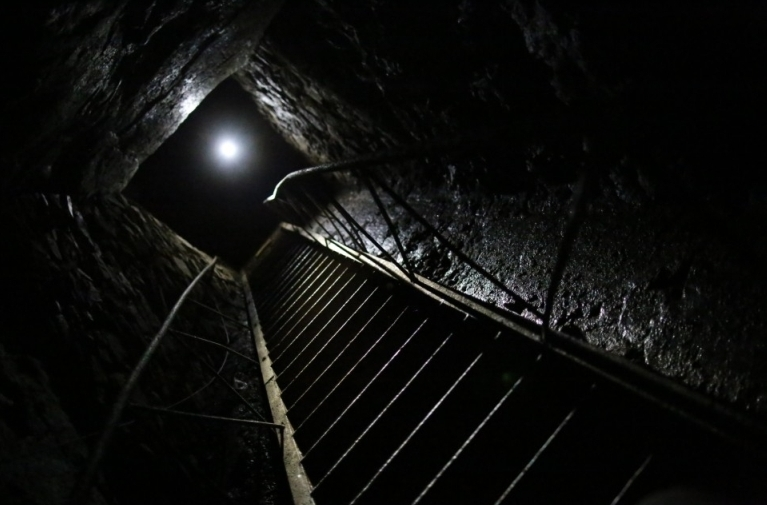
Schody pomiędzy poziomami sztolni

Kopalnia Podgórze – kopalnia rud uranu w Kowarach, czynna w latach 1950–1958, będąca częścią "Przedsiębiorstwa Kowarskie Kopalnie", później Zakładów Przemysłowych R-1 (ros. Предприятие Кузнецкие Рудники).
Była to jedyna kopalnia w Kowarach zbudowana całkowicie po II wojnie światowej.

## Położenie
Kopalnia Podgórze jest położona w Karkonoszach, na północno-wschodnich zboczach Kowarskiego Grzbietu, w górnej części doliny Jedlicy, powyżej Kowar. Kopalnia Podgórze składała się ze sztolni nr 16, 17, 18, 19 i 19a oraz ślepych szybów. Przy sztolniach nr 19 i 19a znajduje się wielka hałda skał płonnych, natomiast przy pozostałych wyrobiskach hałdy są niezbyt duże.

## Historia
W 1950 r. odkryto w górnej części doliny Jedlicy anomalię radonową. W tym samym roku rozpoczęto drążenie sztolni nr 16. Od września złoże "Podgórze" było rozpoznawane, dokumentowane i jednocześnie eksploatowane.
W latach następnych złoże było udostępniane sztolniami 17, 18, 19 i 19a oraz ślepymi szybami do głębokości 660 m. Szyby odwadniane były grawitacyjnie, a do transportu używano kolejki wąskotorowej, której tory rozkradziono po 1989.
Ogółem w latach 1950–1958 w kopalni Podgórze wydobyto 196,2 tony rudy uranowej o zawartości 0,25% uranu w tonie.
W latach 1971–1972 w sztolni nr 19a przygotowywano do otwarcia inhalatorium radonowe. W czasie prowadzenia tych prac wydobyto niewielkie ilości rudy uranu.
Inhalatorium otworzono w 1974 roku. należało one do P.P. Uzdrowisko Cieplice. W roku 1990 zakończyło działalność z powodu braku środków finansowych. W tym czasie około 3600 osób rocznie było poddawanych terapii radonowej w dziesięciu godzinnych sesjach. Nadzór nad inhalatorium miała Akademia Medyczna im. Piastów Śląskich we Wrocławiu. 
Obecnie utworzono tam podziemną trasę turystyczną, całkowicie bezpieczną pod względem promieniowania. Ekspozycja obejmuje m.in. narzędzia górnicze, mapy kopalni oraz największą w Polsce kolekcję szkła uranowego. Turyści poza zwiedzaniem kopalni i podziemnego inhalatorium, poznają również tajną działalność Zakładów Przemysłowych R-1 i tajemnice dotyczące kontraktu na sprzedaż uranu do ZSRR. Zwiedzanie odbywa się z przewodnikiem.
W "Kopalni Podgórze" znajduje się zalany szyb górniczy (głębokość 242 metry) i jest to aktualnie najgłębsze podziemne nurkowisko w Polsce. Najgłębsze nurkowanie odbyło się do głębokości 157 metrów (Michał Rachwalski, 2015 rok).

## Literatura dodatkowa
- Tadeusz Dziekoński: Wydobywanie i metalurgia kruszców na Dolnym Śląsku od XIII do połowy XX wieku, Ossolineum, 1972.